# 니콜 루비에르
니콜 루비에르(Nicole Louvier, 1933년 6월 23일 ~ 2003년 3월 8일)는 파리 태생의 여성가수 겸 작사·작곡가이다. 고등학교를 나온 후 저널리스트가 되어 활동, 20세로 소설의 처녀작을 발표하기도 하였다. 한편 샹송도 작사하며 1953년에 <누가 나를 해방시켜 줄까>라는 노래를 도비르 콩쿠르에 출품하여 그랑프리를 획득하였다. 또한 라디오의 인터뷰에서 이것을 불러 가수로서도 활약하기 시작하였다.